# McBride (British Columbia)
McBride ist ein Dorf im Nordwesten der kanadischen Provinz British Columbia. Die Gemeinde gehört zum Fraser-Fort George Regional District und liegt östlich der Kanadischen Rocky Mountains, unweit der Nordamerikanischen kontinentalen Wasserscheide, welcher hier die Grenze zur Provinz Alberta folgt, im Rocky Mountain Trench.

## Lage
Die Gemeinde liegt am Südufer des Fraser River im Robson Valley zwischen den Cariboo Mountains im Westen und den Northern Continental Ranges im Osten. Die Gemeinde wird vom Highway 16, hier die nördliche Route des Trans-Canada Highway, passiert. McBride liegt etwa 210 km südöstlich von Prince George, bzw. etwa 60 km nordwestlich von Tête Jaune Cache.

## Geschichte
Der europäisch geprägte Teil der Gemeinde reicht zurück bis zum Bau einer Eisenbahnstrecke Grand Trunk Pacific Railway, welche heute von der Canadian National Railway betrieben wird. Als hier 1913 ein Haltepunkt eingerichtet wurde, wurde dieser nach Richard McBride benannt, dem amtierenden Premierminister der Provinz British Columbia. Ein aus dieser Frühzeit noch erhaltenes Bahnhofsgebäude, die 1919 errichtete „Grand Trunk Pacific Railway Station“, gilt heute als von besonderem historischen Wert. Lange bevor die Eisenbahn dieses Gegend jedoch erreichte oder sie von Einwanderern und Holzfällern besiedelt wurde, war sie Siedlungs- und/oder Jagdgebiet verschiedener Stämme der First Nations, hier hauptsächlich vom Volk der Dakelh.
Am 12. März 1965 erfolgte die Zuerkennung der kommunalen Selbstverwaltung für das Dorf (incorporated als Village).

## Demographie
Die letzte offizielle Volkszählung, der Census 2016, ergab für die Gemeinde eine Bevölkerungszahl von 616 Einwohnern, nachdem der Zensus im Jahr 2011 für die Gemeinde noch eine Bevölkerungszahl von 586 Einwohnern ergab. Die Bevölkerung hat dabei im Vergleich zum letzten Zensus im Jahr 2011 um 5,1 % zugenommen und sich damit annähernd dem Provinzdurchschnitt, mit einer Bevölkerungszunahme in British Columbia um 5,6 %, entwickelt. Im Zensuszeitraum 2006 bis 2011 hatte die Einwohnerzahl in der Gemeinde stark entgegen der Entwicklung in der Provinz um 11,2 % abgenommen, während sie im Provinzdurchschnitt um 7,0 % zunahm.
Für den Zensus 2016 wurde für die Gemeinde ein Medianalter von 46,5 Jahren ermittelt. Das Medianalter der Provinz lag 2016 bei nur 43,0 Jahren. Das Durchschnittsalter lag bei 44,2 Jahren, bzw. ebenfalls bei 42,3 Jahren in der Provinz. Zum Zensus 2011 wurde für die Gemeinde noch ein Medianalter von 44,3 Jahren ermittelt. Das Medianalter der Provinz lag 2011 bei nur 41,9 Jahren.

## Verkehr
Der örtliche Flughafen McBride (IATA-Code: -, ICAO-Code: -, TC-LID: CAV4) liegt etwa 2 km nördlich der Gemeinde. Er hat nur eine asphaltierte Start- und Landebahn von 823 m Länge.
Weiterhin ist die Gemeinde an ein überregionales Netz von Busverbindungen angeschlossen, welches von BC Bus North betrieben wird. Die Gemeinde liegt mit einer Haltestelle an der Verbindung Prince George – Valemont. Mit Stand 2020 sind in diesem Netz insgesamt 34 Gemeinden und Siedlungen im zentralen und nördlichen British Columbia verbunden.
Auf der Schiene ist der Ort an die Grand Trunk Pacific Railway angeschlossen. Neben Frachtverkehr verkehrt hier wöchentlich die Jasper–Prince-Rupert-Linie der VIA Rail Canada.